# Ricardo Elías Arias
Ricardo Leoncio Elías Arias (Pisco, 12 de septiembre de 1874-Lima, 19 de marzo de 1951) fue un abogado, magistrado y político peruano, que ocupó brevemente la Presidencia del Perú del 1 al 5 de marzo de 1931, como presidente de una Junta de Gobierno Transitoria. Fue también presidente de la Corte Suprema del Perú (1931-1932).

## Biografía
Fue hijo de Antonio Elías de la Quintana y nieto de Domingo Elías, expresidente del Perú de la denominada Semana Magna en 1844, y Aurelia Arias De la Torre. Estudió en el Colegio Nacional Nuestra Señora de Guadalupe y luego pasó a cursar estudios superiores en la Universidad Nacional Mayor de San Marcos, donde se graduó de bachiller en Jurisprudencia en 1899 con una tesis en la cual esclareció si ¿Es o no justa la prescripción consignada en el inciso 2.° del artículo 683 del Código Civil?. Se recibió como abogado. 
Fue relator de la Corte Superior de Lima en 1904, ascendiendo luego a secretario (1905-1911). En 1911 pasó a ser vocal de la Corte Superior de Piura, cuya presidencia ejerció en 1914. Luego fue fiscal (1923-1926) y vocal (1926-1944) de la Corte Suprema de Justicia, cuya presidencia ejerció entre 1931 y 1932.

### Presidente de la Junta de Gobierno
Desempeñaba Elías la presidencia de la Corte Suprema cuando renunció la Junta Militar de Gobierno presidida por el teniente coronel Luis Miguel Sánchez Cerro; a falta de sucesor legal, una asamblea de ciudadanos notables reunida por el mismo Sánchez Cerro acordó confiar el ejercicio del Poder Ejecutivo a Elías, como presidente de una Junta de Gobierno Transitoria, de la que también formaban parte el jefe de Estado Mayor del Ejército, coronel Manuel A. Ruíz Bravo, y el comandante general de la escuadra, Alejandro G. Vinces. Era el día 1 de marzo de 1931. Pero esta junta de gobierno, carente de popularidad, solo duraría unos días en el poder.

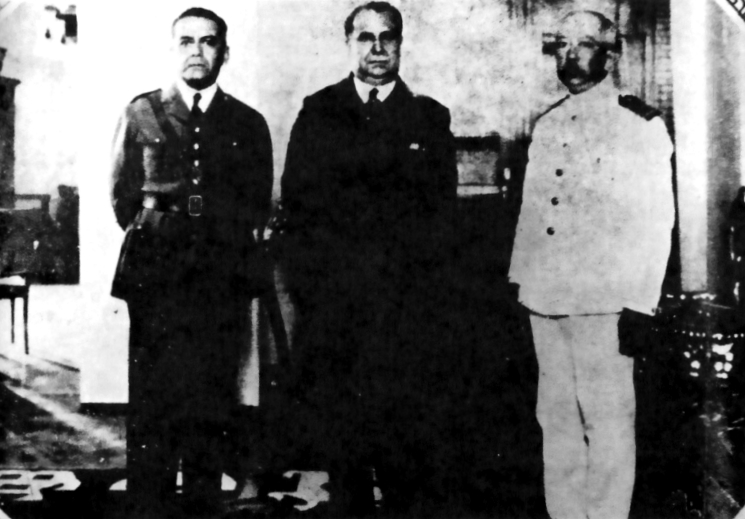
Junta Transitoria de Gobierno (1 al 5 de marzo de 1931): Elías al centro; coronel Manuel A. Ruíz Bravo y capitán de navío Alejandro G. Vinces. Foto revista Mundial, 1931.

Arequipa y el sur peruano se negaron a reconocer la junta transitoria; en esa zona, el caudillo popular era David Samanez Ocampo. Tampoco el teniente coronel Gustavo Jiménez (que había sido enviado al sur para reprimir a los rebeldes) quiso acatar la autoridad de Elías y decidió retornar a Lima por vía marítima. El día 4 de marzo de 1931  Elías convocó en Palacio de Gobierno una reunión de ciudadanos distinguidos, con quienes acordó entregar el mando a Samanez Ocampo. Pero al día siguiente Jiménez desembarcó con sus tropas en el Callao y se dirigió a Palacio, ordenando a Elías a que abandonara dicho lugar, dándole un plazo determinado. Dícese que Elías sesionaba en esos instantes con los miembros de su gobierno y que al recibir la intimidación del militar, sin dudarlo un instante salieron todos de Palacio y se dirigieron hacia sus respectivos domicilios. Jiménez asumió el poder a la cabeza de una nueva Junta de Gobierno Transitoria, la que también sería de vida efímera, debiendo dar pase a la Junta presidida por Samanez Ocampo.
Ricardo Elías no volvió a participar de la vida política y se jubiló en 1942. Falleció en la mañana del 19 de marzo de 1951 a los 76 años de artero esclerosis y hemorragia cerebral en el Hospital Naval del Callao. Estuvo casado con Doña Manuela Aparicio Gómez Sánchez.